# محمد سیلا (بازیکن فوتبال، زاده ۱۹۷۱)
محمد سیلا (انگلیسی: Mohamed Sylla; ۲۲ فوریهٔ ۱۹۷۱ – ۹ ژوئن ۲۰۱۰) بازیکن فوتبال اهل گینه بود.
از باشگاه‌هایی که در آن بازی کرده است می‌توان به باشگاه فوتبال ویلم دوم، باشگاه فوتبال ایر یونایتد، باشگاه فوتبال الملعب تونس، و باشگاه فوتبال هافیا اشاره کرد.
وی همچنین در تیم ملی فوتبال گینه بازی کرده است.